# Sayner
Sayner – jednostka osadnicza w Stanach Zjednoczonych, w stanie Wisconsin, w hrabstwie Vilas.